# Oxyopes toschii
Oxyopes toschii là một loài nhện trong họ Oxyopidae.
Loài này thuộc chi Oxyopes. Oxyopes toschii được Lodovico di Caporiacco miêu tả năm 1949.